# Heinrich Schmal

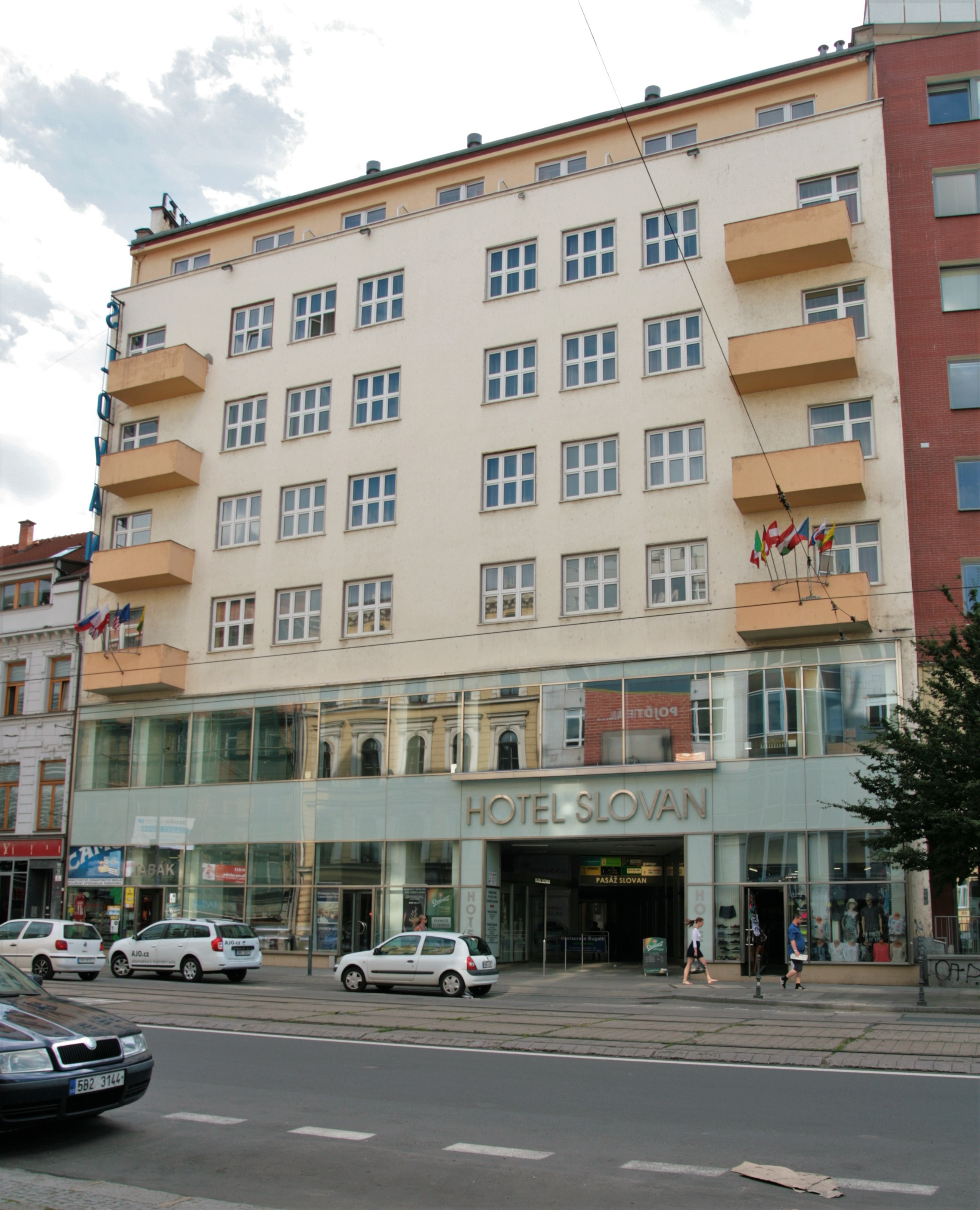
Budova hotelu na místě někdejší Köffillerovy a Schmalovy manufaktury (Brno, Lidická ulice)

Heinrich Schmal (1743-1802) byl podnikatel v brněnské textilní výrobě v posledních letech 18. století.

## Život
Schmal, původem z německých Cách, přišel v roce 1871 i s manželkou Katharinou do Brna, kde pracoval jako soukenický mistr a apretér 7 let v soukenické manufaktuře Johanna Leopolda Köffilera. V roce 1778 se osamostatnil jako výrobce a člen soukenického cechu a když v roce 1791 dostal oprávnění ke zřízení továrny na jemné sukno, odkoupil v dražbě zkrachovanou Köffilerovu manufakturu (na dnešní Lidické ulici) s přilehlým sídlištěm. Spolu obchodníkem Franzem Eschem tam zřídil továrnu na výrobu sukna s (původně) 10 tkalcovskými stavy, barevnou a valchou. Později se stali jeho společníky příbuzný Josef Schmal a syn Heinrich. Do roku 1800 rozšířili výrobu na 53 stavů, zaměstnávali (včetně domáckých přadlen) asi 850 lidí a prodávali ročně až 1000 kusů (cca 15 000 m²) hotového sukna. (Tím se podíleli cca 5 % na celkové výrobě tehdy známých asi 12 brněnských soukeníků.)
Po smrti Heinricha Schmala se snažila vést provoz firmy jeho manželka, o další existenci továrny však nebylo nic publikováno.Známé je jen, že areál manufaktury na Lidické ulici pronajal v roce 1823 podnikatel Soxhlet a zřídil tam přádelnu vlny.
Sídliště postavené podnikatelem Köffillerem původně pro přistěhovalé cizí odborníky bylo po Heinrichu Schmalovi později nazývané Šmálka.
Mezi Heinrichem Schmalem a (pozdějším) brněnským podnikatelem Friedrichem Schmalem není známý žádný příbuzenský ani profesní vztah. 